# Mīr
Mīr (persisch میر) ist ein Ehrentitel, der wie das deutsche Wort Emir von dem arabischen Begriff amīr (أمير ‚Befehlshaber, Fürst, Prinz‘) abgeleitet ist. Das anlautende Alif ist dabei ausgefallen. Wie der Begriff amīr wurde das persische Wort mīr anfangs nur für fürstliche Personen verwendet, später aber auch als Ehrentitel für Dichter wie Mir ʿAli Schir Nawāʾi („Dichterfürst“).
In Indien und Pakistan verwenden auch Sayyids den Titel für sich. Er hat eine ähnlich ehrende Funktion wie Sāhib oder Agha. Im Sultanat von Delhi und dem Mogulreich war der Begriff Teil zusammengesetzter Titel wie mīr ātisch („Chef der Artillerie“), mīr bahr („Admiral“) oder mīri ʿimārat („Baubeaufsichtigter“). Als mīr schab wurde der „Anführer der Nachtwache“ bezeichnet. Das weltliche und religiöse Oberhaupt der Jesiden hat den Titel "Mīr von Schaichān".
Eine Ableitung von Mīr ist der persische Titel Mīrzā. Er steht verkürzend für amīr-zāda („Fürstensohn“).